# Школа № 17 (Мелитополь)
Начальная школа № 17 — школа I-й ступени в городе Мелитополь Запорожской области.

## История
Школа возникла в 1998 году, когда начальные классы 10-й гимназии были выделены в самостоятельную школу. (По тому же принципу от 5-й гимназии была отделена 3-я начальная школа.) Является самой младшей из школ города.
В 2008 году по просьбе родителей в школе был открыт 1-й класс с русским языком обучения.
В 2012 году в школе был оборудован компьютерный класс.

## Современность
Школа занимает только треть помещения в действующем детском саду, что ограничивает расширение школы, несмотря на значительное превышение числа заявлений о приёме в школу над числом учеников, которое школа реально способна принять. В школе 10 классов (2009 год). В основном, школа ведёт набор детей из своего микрорайона.
В школе углублённо изучаются украинский, русский и английский языки. Педагогический коллектив школы — один из самых молодых в городе.
В школе организуются различные мероприятия, интересные для детей младшего возраста — выставка «Хлеб — всему голова», праздники «Козацькому роду нема переводу» и «Котигорошко», сбор макулатуры. Школьники принимали активное участие в детском конкурсе «Налоги глазами детей», добивались успеха в эстрадном конкурсе «Звёздный дождь», конкурсе ёлочных игрушек «Созвездие сказочных украшений», конкурсе декоративно-прикладного искусства. Проект учеников школы «Безразличие людей — главная причина страданий наших четвероногих друзей» стал победителем Всеукраинского конкурса экологических проектов. Достижения школы на городских конкурсах знатоков английского языка, олимпиадах по математике и конкурсах творческих работ по украинскому языку — одни из самых высоких среди начальных школ города.